# Jeremiah Radcliffe
Jeremias Radcliffe (falecido em 1612) foi um padre, estudioso e tradutor inglês.
Radcliffe foi educado na Westminster School e no Trinity College, Cambridge. Ele tornou-se num Companheiro do Trinity College em 1572. Ele serviu como Vigário de Evesham de 1588 e Reitor de Orwell, Cambridgeshire de 1590. De 1597 a 1611 foi vice-mestre do Trinity College. Ele também serviu na "Segunda Companhia de Cambridge" encarregado por Jaime I da Inglaterra de traduzir os Apócrifos para a bíblia da versão King James.